# Charles Thibault (avocat)
Pour les articles homonymes, voir Charles Thibault et Thibault.
Charles Thibault (16 septembre 1840 - 2 janvier 1905 à l'âge de 64 ans) était un avocat et un illustre orateur québécois.
Il a publié dans de nombreux périodiques sous les pseudonymes de Jean Bart, Canadien-Errant, Clamo, Frontenac, Rusticus et Voyageur.
Natif de Saint-Athanase-d'Iberville, il complète ses études classiques en 1860 et il aspire à une carrière dans le sacerdoce. Il se tourne bientôt vers le droit et il est admis au barreau du Québec en 1865.
Ne plaidant pas souvent à la tribune judiciaire, il se tourne vers la tribune politique et sert le Parti conservateur du début de la confédération et combat le parti libéral de Wilfrid Laurier. 
Élu échevin en 1877, il devient haut fonctionnaire en 1880-1881. Il participe à la colonisation des Cantons de l'est et a la confiance de John A. Macdonald. Thibaut voyage beaucoup et il a d'excellentes relations avec le clergé canadien.
Fort connu pour son éloquence, il était aussi fier de ses origines acadiennes. Ses joutes oratoires donnaient souvent lieu à des grandes histoires et à des contes, et l'on vient l'entendre à la Société Saint-Jean-Baptiste de Montréal. En 1883, il publie une biographie de Sir Charles Tupper.
Il périt à Sutton dans un accident de chemin de fer en 1905. Sa légende a été propagée par le journaliste Hector Berthelot. Le recueil de ses discours a été publié en 1903 et il a longtemps figuré comme l'un des éminents personnages canadiens du XIXe siècle.

## Citation
- « Ô terre d'Acadie ! Que de sang tu as bu ! que de larmes ont arrosé tes plaines ! Que de sueurs ont fertilisé tes sillons ! Terre d'amour autrefois, malheureux témoin d'iniques atrocités telles que le monde n'en avait jamais vues auparavant !»,

Le Moniteur Acadien, cité par Placide Gaudet, 1886.